# Быстрова, Наталия Олеговна
1. перенаправление Быстрова, Наталия Анатольевна